# Гамфріс (округ, Міссісіпі)
Шаблон:StateAbbr_ 33°08′ пн. ш. 90°31′ зх. д. / 33.13° пн. ш. 90.52° зх. д.
Округ Гамфріс (англ. Humphreys County) — округ (графство) у штаті Міссісіпі, США. Ідентифікатор округу 28053.

## Історія
Округ утворений 1918 року.

## Демографія
За даними перепису
2000 року
загальне населення округу становило 11206 осіб, зокрема міського населення було 5895, а сільського — 5311.
Серед мешканців округу чоловіків було 5228, а жінок — 5978. В окрузі було 3765 домогосподарств, 2697 родин, які мешкали в 4138 будинках.
Середній розмір родини становив 3,54.
Віковий розподіл населення поданий у таблиці:
| Стать    | До 15 років | 15-21 | 22-29 | 30-39 | 40-49 | 50-65 | 65-85 | Понад 85 |
| -------- | ----------- | ----- | ----- | ----- | ----- | ----- | ----- | -------- |
| Чоловіки | 1540        | 723   | 485   | 672   | 678   | 658   | 408   | 64       |
| Жінки    | 1407        | 758   | 613   | 764   | 815   | 752   | 694   | 175      |

## Суміжні округи
- Санфлауер — північ
- Лефлор — північний схід
- Голмс — схід
- Язу — південь
- Шаркі — південний захід
- Вашингтон — захід

## Виноски
1. ↑  U.S. Decennial Census. United States Census Bureau. Архів оригіналу за 26 квітня 2015. Процитовано 4 листопада 2014.
2. ↑  Historical Census Browser. University of Virginia Library. Архів оригіналу за 11 серпня 2012. Процитовано 4 листопада 2014.
3. ↑  Population of Counties by Decennial Census: 1900 to 1990. United States Census Bureau. Архів оригіналу за 28 грудня 2014. Процитовано 4 листопада 2014.
4. ↑  Census 2000 PHC-T-4. Ranking Tables for Counties: 1990 and 2000 (PDF). United States Census Bureau. Архів оригіналу (PDF) за 18 грудня 2014. Процитовано 4 листопада 2014.
5. ↑  State & County QuickFacts. United States Census Bureau. Архів оригіналу за 7 червня 2011. Процитовано 3 вересня 2013.(англ.) Наведено за англійською вікіпедією.
6. ↑  American FactFinder. Бюро перепису населення США. Архів оригіналу за 21 травня 2008. Процитовано 31 січня 2008.

| США | Це незавершена стаття з географії США. Ви можете допомогти проєкту, виправивши або дописавши її. |